# Elaphoglossum
Elaphoglossum Schott 1834 é um género de pteridófitos rizomatozos (Pteridophyta) da família Dryopteridaceae com distribuição natural tropical e subtropical.

## Descrição
As espécies que integram este género são pequenos pteridófitos perenes, com rizoma rastejante a erecto, em geral rupestres ou epífitos, por vezes terrestres.

## Espécies
O género integra as seguintes espécies:
- Elaphoglossum semicylindricum
- Elaphoglossum accedens (Mett.) Christ.; Mon. 91 (1899)